# Gongshi

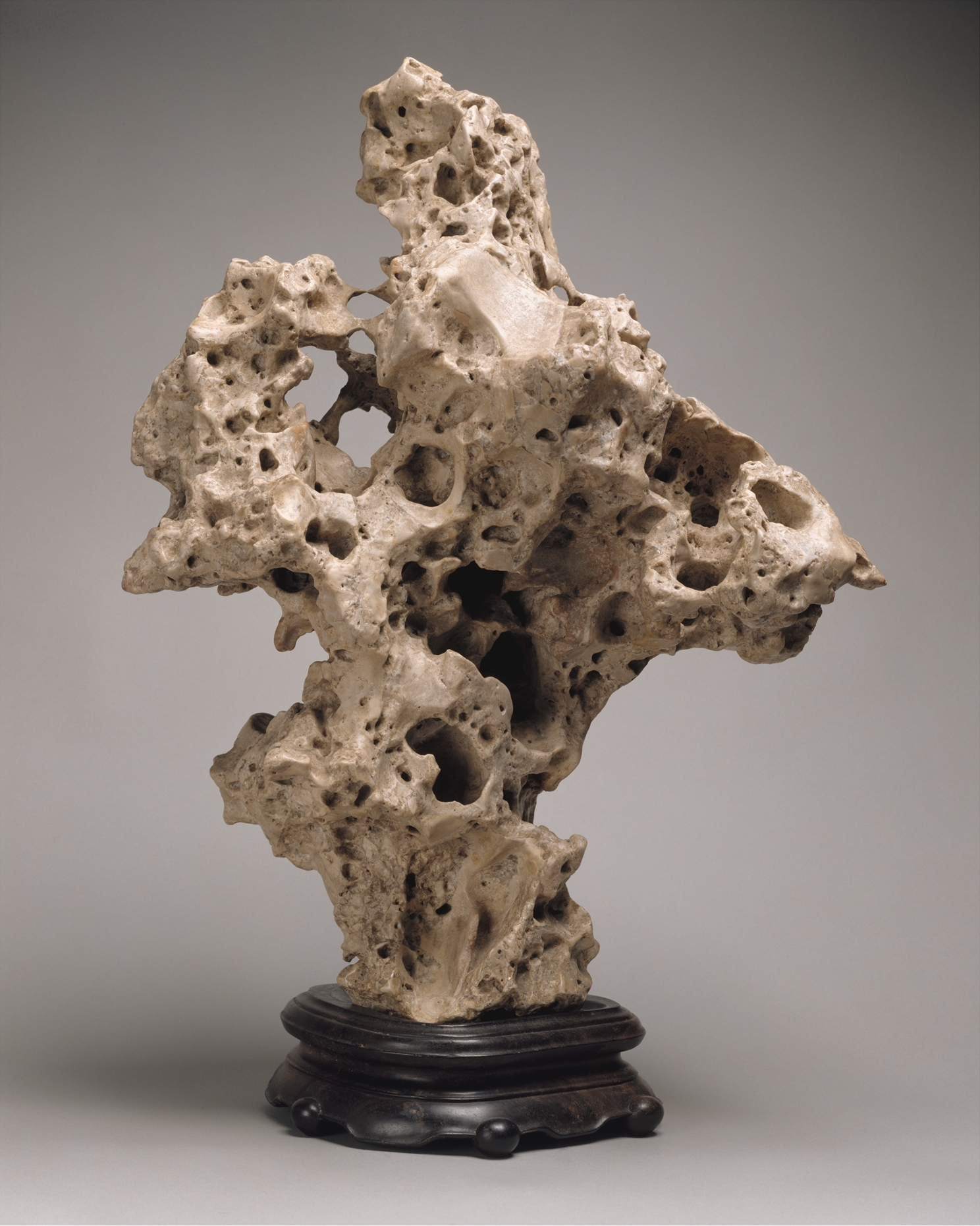
太湖賞石, een kalksteen, in de 19e eeuw gevonden in het meer Taihu

Een gongshi (Chinees: 贡石; pinyin: gōngshí) is een door natuurlijke elementen gevormde steen, die in de Chinese traditie wordt gewaardeerd om zijn uiterlijk. De meeste stenen zijn verzameld uit zoetwatermeren, waar ze zijn ontstaan door karstvorming.

## Beschrijving
Een gongshi heeft meestal zijn vorm gekregen door karstvorming in kalkgesteentes. Hierbij ontstaan er door invloed van het water grillige vormen in de rotsen. Een steen kan zodanig worden gevormd dat zijn uiterlijk associaties oproept. Stenen kunnen bijvoorbeeld rotsachtige miniatuurlandschappen voorstellen. Andere stenen worden gewaardeerd om hun gelijkenis met dieren, mensen of mythologische figuren. De steen kan zowel effen gekleurd zijn als meerder contrasterende kleuren hebben. Ook het formaat kan sterk variëren, van een paar honderd gram tot enkele honderden kilo's.

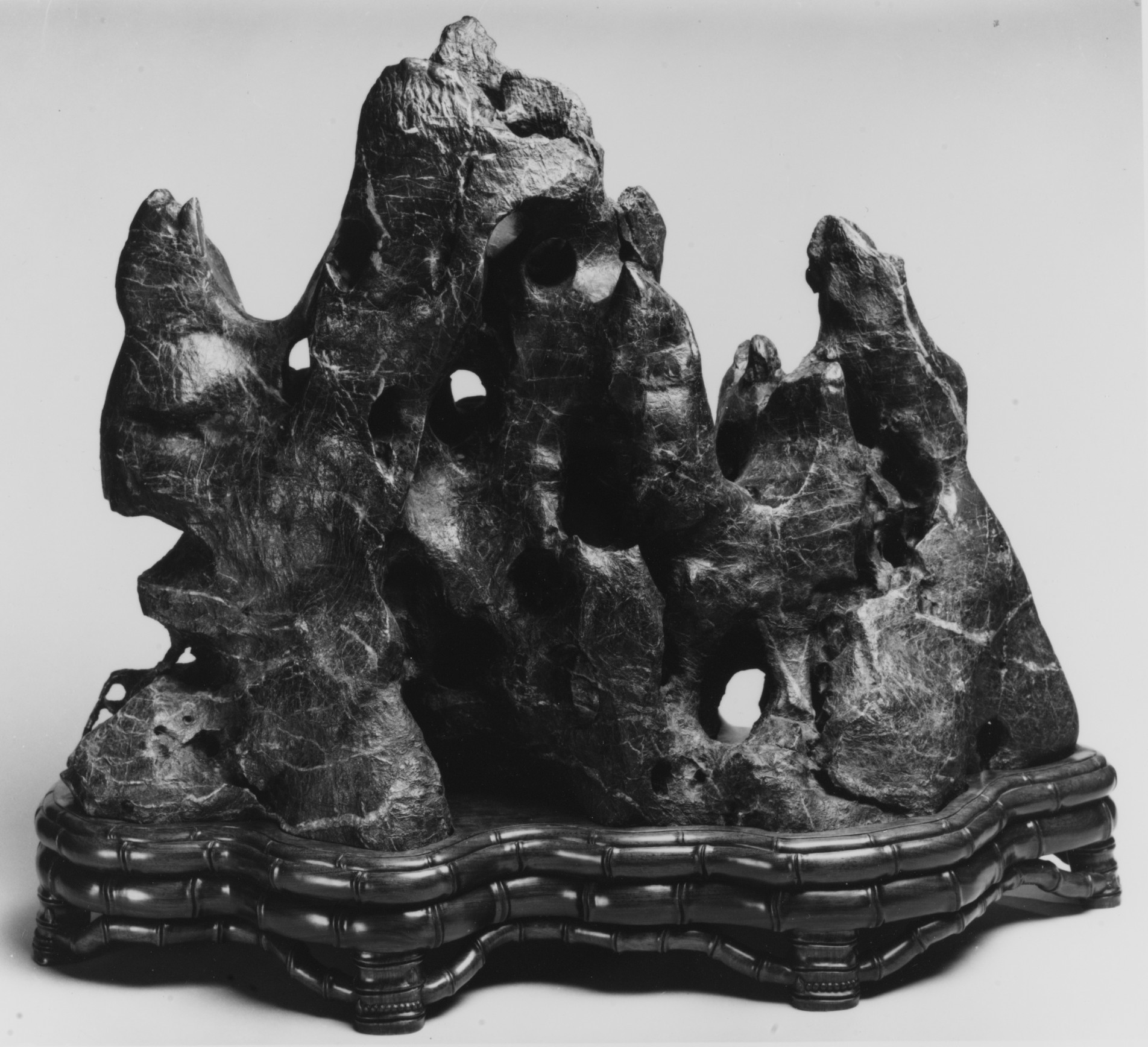
山形靈璧石, een zwarte Lingbi-steen

De grote meerderheid van de gongshi-stenen zijn op drie locaties in China verzameld. Deze stenen zijn vernoemd naar de locatie van oorsprong en zijn allen gevormd uit kalksteen. Lingbi-stenen (Lingbishi) komen uit het arrondissement Lingbi, in de provincie Anhui. Taihu-stenen (Taihushi) zijn gevormd door het water van het meer Taihu, in de provincie Jiangsu. Uit de omgeving van Yingde in de provincie Guangdong komen de Yingde-stenen (Yingshi of Yingdeshi). 
Een gongshi wordt op diverse factoren beoordeeld, zoals kleurschakering, textuur en patronen in de steen. Grillige, slanke vormen zijn zeer gewild, vooral wanneer de steen sterk overhelt. De steen wordt beoordeeld op het geluid dat weerklinkt wanneer hij wordt beklopt.
De steen wordt vrijwel niet bewerkt en gepresenteerd zoals hij is gevonden. Alleen de onderzijde van de steen wordt geheel vlak gemaakt, zodat het kan worden geplaatst op een voetstuk. Deze is meestal vervaardigd van een donkere houtsoort, zoals palissander. Het bovenblad is zodanig uitgezaagd dat het de contouren van de steen volgt. Een gongshi kan zowel binnenshuis worden geplaatst als buiten in een traditionele Chinese tuin.

## Geschiedenis
Reeds vroeg in de geschiedenis vormden natuurlijk gevormde stenen een belangrijk element in de Chinese tuin. Gedurende de Tang-dynastie (618–907) werden de stenen aan de hand van vier categorieën beoordeeld op hun uiterlijk. Dit waren slankheid (shou), openheid (tou), perforaties (lou) en plooiing (zhou). De grillige vormen van de stenen werden bezien als een belichaming van de dynamiek van de natuur. Men geloofde dat stenen die geleken op rotsachtige landschappen onsterfelijke wezens huisvestten.

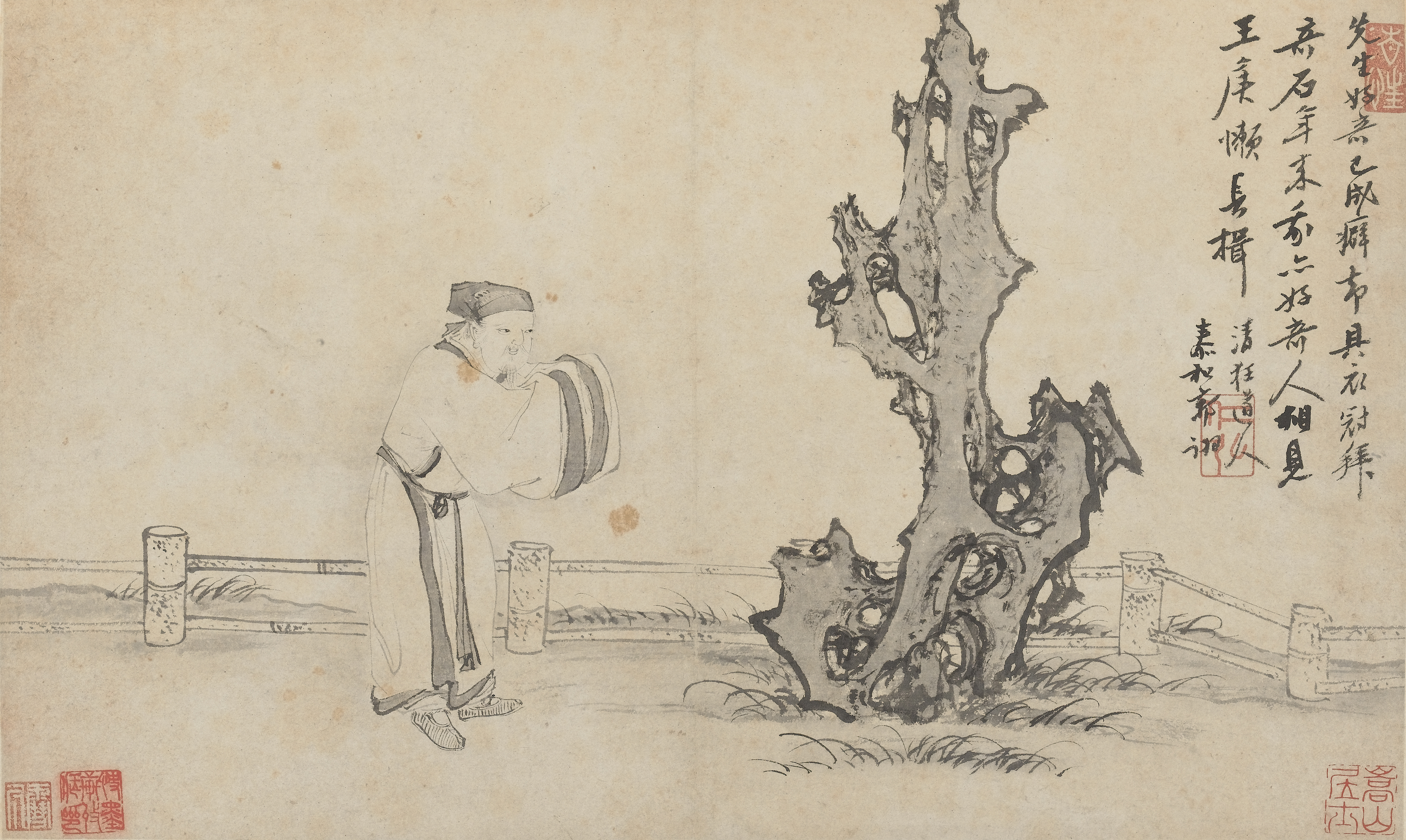
Mi Fu buigt voor een steen, albumblad uit 1503 door Guo Xu (1456–ca.1529)

Sinds de 8e eeuw werden stenen afgebeeld op werken in gewassen inkt. Ze werden een populair motief op bamboeschilderingen en vogel- en bloemschilderingen. In de Song-periode (960–1279) legden literati verzamelingen van gongshi aan en gebruikten deze als voorwerp voor studie en contemplatie. Een enthousiast verzamelaar was de Chinese kunstschilder en kalligraaf Mi Fu (1051–1107). Hij had een voorliefde voor stenen uit het meer Taihu, die naar eigen zeggen een ziel bezaten. Mi stond bekend om zijn gewoonte om de stenen op een respectvolle manier te begroeten, met name zijn favoriete steen, welke hij als zijn eigen broer beschouwde.
In de 17e eeuw kenden gongshi als schildersmotief een hoogtepunt. Niet alleen werden bestaande stenen nageschilderd; veel afbeeldingen waren ook ontsproten uit de fantasie van de kunstenaar. In navolging van gongshi ontstonden in Japan en Korea de gelijksoortige tradities suiseki en suseok.